# Euribiade
Euribiade, figlio di Euriclide (in greco antico: Εὐρυβιάδης?, Eurybiàdes, in latino Eurybiădes; V secolo a.C.), è stato un ammiraglio spartano, navarco durante la seconda guerra persiana.

## Biografia

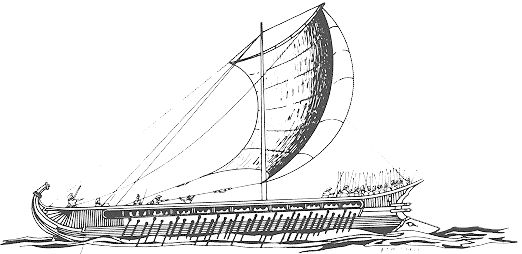
Trireme greca

Dopo la battaglia di Capo Artemisio (agosto del 480 a.C.), che non aveva prodotto esiti rilevanti, la flotta greca, comandata da Euribiade, si era ritirata nello stretto di Salamina.
A causa dei successi ottenuti dall'esercito persiano e del ritardo dei rifornimenti, i Greci non riuscivano a trovare un accordo sulla strategia da adottare; da un lato il generale ateniese Temistocle voleva continuare ad attaccare le navi persiane con la flotta greca, mentre i generali peloponnesiaci, tra cui Euribiade, preferivano optare per una linea difensiva presso l'istmo di Corinto, adducendo che a Salamina, in caso di sconfitta, gli assediati non avrebbero avuto scampo; ovviamente quest'ultima soluzione avrebbe significato abbandonare buona parte della Grecia centrale in mano all'esercito invasore.
Prevalse, infine, la scelta di Temistocle, convinto che l'unico scacchiere utile alla flotta greca fosse quello tra il golfo Saronico e la baia di Eleusi, ed ebbe la forza di imporsi, ricorrendo alla minaccia di ritirare le navi ateniesi.
Si arrivò così alla battaglia di Salamina, nella quale le navi greche ebbero la meglio sulla flotta persiana.